# S-Bahn Basel
S-Bahn Basel (wcześniej: Regio-S-Bahn Basel) – system kolei S-Bahn, funkcjonujący od 1997 roku, w obszarze metropolitarnym Bazylei, na terenie Szwajcarii, Niemiec i Francji.
Składa się z ośmiu linii podmiejskich, w tym czterech, które mają zasięg transgraniczny. Aktualnie linie S-Bahn Basel są obsługiwane przez czterech przewoźników kolejowych: SBB, SBB GmbH, Deutsche Bahn oraz SNCF.

## Linie
- S1: Basel SBB – Rheinfelden – Stein-Säckingen – Frick / Laufenburg
- S3: Porrentruy – Delémont – Laufen – Basel SBB – Liestal – Sissach – Olten
- S5: Weil am Rhein () – Lörrach () – Steinen () (– Schopfheim ())
- S6: Basel SBB – Basel Bad Bf – Riehen – Lörrach – Steinen – Schopfheim – Zell im Wiesental
- S9: Sissach – Läufelfingen – Olten
- RB27: Basel Bad Bf – Freiburg im Breisgau
- RB35: Basel Bad Bf – Waldshut – Lauchringen
- TER: Basel SBB – Mulhouse

Linie S1, S3 i S9 kursują wyłącznie na terenie Szwajcarii, S6, RB27 i RB35 łączy Szwajcarię z Niemcami, S5 kursuje wyłącznie na terenie Niemiec, natomiast linia TER pomiędzy Szwajcarią i Francją.

## Linki zewnętrzne

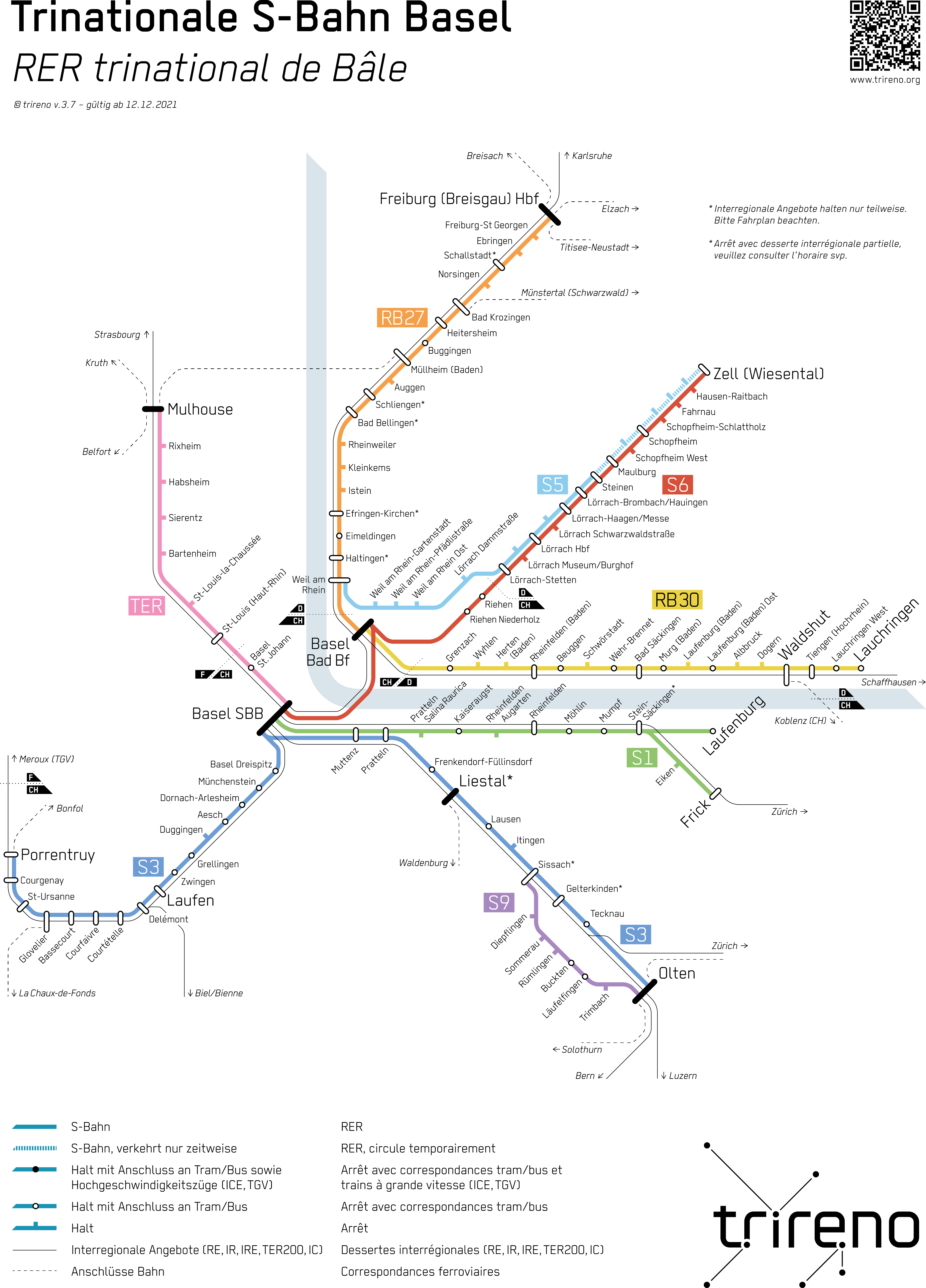
Schemat sieci w 2020 r.